# (1749) Telamon
(1749) Telamon  ist ein Asteroid aus der Gruppe der Trojaner, der am 23. September 1949 von Karl Wilhelm Reinmuth entdeckt wurde. Als Trojaner bezeichnet man Asteroiden, die auf den Lagrange-Punkten auf der Bahn des Jupiter um die Sonne laufen.
Benannt wurde der Asteroid nach Telamon, einer legendären Figur des Trojanischen Krieges.